# 松山競輪場
松山競輪場（まつやまけいりんじょう）は愛媛県松山市にある競輪場。施設所有および主催は松山市。競技実施はJKA西日本地区本部中四国支部。愛称は瀬戸風バンクもしくはであいフィールド。

## 概要
1949年に松山城の敷地内である松山市堀之内（旧松山競輪場跡地）で500mバンクを開設した。隣接地には、1948年に開設された松山市営球場が存在した。
2005年1月に現在地・松山中央公園内で新しい400mバンクを造成して移転、2月4日から開催を開始し、10月には初めての特別開催となる共同通信社杯競輪が行われた。その後も、2009年9月には初のGI開催となるオールスター競輪が、2011年7月にはサマーナイトフェスティバルが、2013年2月には読売新聞社杯全日本選抜競輪が、2018年3月にはウィナーズカップが、それぞれ行われた。今後は、2026年8月11日から16日まで17年ぶりにオールスター競輪がナイター開催として行われる事になった。
記念競輪（GIII）としては『金亀杯争覇戦』が基本的に毎年3月（2017年と2021年は1月）に開催されている。2023年はナイター開催で行われた。またS級シリーズとして2008年からはオールスター競輪などを制した伊藤豊明を称え、伊藤豊明杯争奪戦が開催される。なお、2011年3月の記念競輪は昼間開催で行なわれる予定であったが東日本大震災の影響で中止となった。また、2019年度（開催は2020年3月12日 - 15日）の記念競輪はCOVID-19の影響で無観客での開催で行われたため、シリーズ四日間の総売上は17億5487万2700円に留まり、記念競輪の売上ワーストとなった。
2004年3月17日からは四国競輪インターネットライブによる動画実況放送が行なわれていたが2010年11月2日に終了した。トータリゼータシステムは日本ベンダーネットが採用されている。
2009年11月20日の開催からは、四国初の競輪ナイター競走となる『瀬戸風ドリームナイトレース』が実施され、まず2010年3月までを予定していたが5月1日まで延長して開催され、夏期開催は昼間に行なった後、11月14日より再びナイター開催が行なわれ、以降は冬場を中心にナイターで開催されている。
2019年2月17日の開催より、ミッドナイト競輪を開始している。
2025年4月より2026年2月までバンク改修工事を行っており、その間は本場開催は休止し、玉野競輪場を借り上げて開催を行っている。
松山競輪のCMは、愛媛支部所属の選手が出演している。
マスコットキャラクターは、松山市が舞台である小説・坊っちゃんをモチーフとした『坊っちゃりん』。2009年9月の当地、第52回オールスター競輪で表彰式に着ぐるみが出席していたため、遅くともそれ以前から存在する。なお、2000年代初めまで、オレンジ色の長い髪をなびかせてピストで疾走するキャラクターが存在した。
松山市では、松山中央公園多目的競技場の名称で、競輪開催期間外に本競技場の一般への貸出も行っている。バンクそのものの利用以外に、スタンド内の映像施設の利用や選手宿舎への宿泊も可能である（いずれも団体利用に限る）。

## チャリロト
2012年11月26日からの開催より、重勝式投票にあたるチャリロトが発売される。なお松山は、平塚競輪場・川崎競輪場・小田原競輪場とキャリーオーバーを共有する『グループA』としての発売となり、キャリーオーバーの対象外であるチャリロト3は松山単独での発売となる。
なお2015年1月28日より「チャリロトプラザ」が開設されており、会員登録すれば場内で重勝式の購入が可能となっている。

## バンク
400mを使用。カントがややきつく、直線も長いため、性格としては立川競輪場に似ているといわれているが、選手のスピードが落ちにくい高速バンクのため、前に位置している選手が残りやすい面もある。
なおバック側に建物がなく、近隣を川が流れているため、走路に風が入り込みやすく、また走路の全周外側にポリカーボネート（透明板）が設置されているため、選手が風の影響を受けやすい。
敢闘門は正面ホームストレッチにあり、出場選手は4コーナー付近のスタンド下から、誘導員は1コーナー付近のスタンド下から、それぞれ入退場する。そのため、観客席とバンクとの間が離れている。
大画面映像装置は3コーナー側に設置されている。

## アクセス
- 予讃線（JR四国）市坪駅下車徒歩5分。
- 伊予鉄道郡中線余戸駅下車徒歩15分。
- 松山駅・松山市駅より無料送迎バスあり。

## 場外車券売場
- サテライトこまつ - 愛媛県西条市小松町大字新屋敷字白坪甲1032-1
- サテライト西予 - 愛媛県西予市宇和町大江188-1
- 二番町前売サービスセンター - 愛媛県松山市二番町4丁目7番地3（松山市役所敷地内。前売専用のため、レース実況や当日の的中車券・非開催日の払い戻し業務は行っていない）
  - 松山市堀之内の旧競輪場敷地では、2006年6月まで「堀之内前売サービスセンター」が開設され、場外発売が行われていた。

## 歴代記念競輪優勝者
| 年        | 優勝者     | 登録地   |
| --------- | ---------- | -------- |
| 2003年3月 | 小嶋敬二   | 石川     |
| 同年12月  | 村上義弘   | 京都     |
| 2005年    | 渡部哲男   | 愛媛     |
| 2006年    | 神山雄一郎 | 栃木     |
| 2007年    | 北津留翼   | 福岡     |
| 2009年    | 小嶋敬二   | 石川     |
| 2011年    | 開催中止   | 開催中止 |
| 2012年    | 飯嶋則之   | 栃木     |
| 2014年3月 | 新田祐大   | 福島     |
| 同年11月  | 井上昌己   | 長崎     |
| 2016年    | 浅井康太   | 三重     |
| 2017年    | 原田研太朗 | 徳島     |
| 2019年    | 渡部哲男   | 愛媛     |
| 2020年    | 平原康多   | 埼玉     |
| 2021年1月 | 松本貴治   | 愛媛     |
| 同年12月  | 橋本強     | 愛媛     |
| 2023年    | 山田庸平   | 佐賀     |
| 2024年3月 | 古性優作   | 大阪     |
| 同年12月  | 松本貴治   | 愛媛     |
| 2026年    |            |          |

※1節4日間制開催となった、2002年4月以降の歴代記念競輪優勝者を列記。

### その他のG3
| 年     | 種別       | 開催名称         | 優勝者   | 登録地 |
| ------ | ---------- | ---------------- | -------- | ------ |
| 2022年 | ナイターG3 | 道後温泉杯争覇戦 | 福田知也 | 神奈川 |
| 2024年 | G3         | 道後温泉杯争覇戦 | 新田祐大 | 福島   |